# 김현준 (연출가)
김현준 (Dimo Hyun Jun Kim, 1991년 5월 21일 ~ )은 뮤지컬 연출가, 뮤지컬 작가이다. 그는 전미 연출가 및 안무가 협회 소속 연출가이다.
한국인 최초로 오프브로드웨이에 창작 뮤지컬을 올려 주목을 받았다.
창작 뮤지컬 ‘컴포트 우먼(COMFORT WOMEN: A New Musical)’의 총감독. 그는 대본, 연출, 기획을 맡아 뮤지컬의 본고장인 뉴욕 무대에 한국 창작 뮤지컬로는 사상 처음 오프브로드웨이에서 공연했다. 개막 이후 연속 매진 기록을 세우며 관객들의 뜨거운 호응과 감동의 기립박수를 받았다.
〈컴포트우먼〉은 2015년 3월 6일 브로드웨이 최고의 디너쇼 공연장으로 잘 알려진 ‘54 below’에서 첫 시사회 후 7월부터 오프브로드웨이 최대 규모인 ‘세인트 클레멘트’에서 공연을 이어갔다. 지금까지 총 18회 공연을 성황리에 마쳤고, 10월에는 다시 한 번 ‘54below’에서 특별 앙코르 공연을 하기도 했다. 미국 관객 대부분은 “처음 접한 〈컴포트우먼〉의 스토리에 슬픔을 느꼈다”고 말했다. 〈컴포트우먼〉은 ‘위안부’에 대한 내용을 다룬다. 1942년 일본군에게 잡혀간 남동생을 둔 소녀는 오빠를 되찾기 위해 높은 임금을 주는 직장에 취업시켜주겠다는 일본군의 말에 속아 도쿄로 향한다. 그러나 그는 인도네시아로 끌려가고 그곳에서 또 다른 위안부들과 탈출을 계획한다. 처절했던 시기에 조국애, 가족애, 우정을 담아냈다.
그리고 그는 2016년 8월 신작을 선보인다. 배우 겸 프로듀서 김수로(46)와 손잡은 뮤지컬 '그린 카드'다. '아시아브리지 콘텐츠의 김수로 뉴욕 프로젝트'라는 이름으로 8월12일 오프브로드웨이에서 선보인다. '컴포트 우먼'이 공연된 세인트 클레멘츠 극장 무대에 또 오른다. 김 연출에 대한 현지의 믿음이 확인된 셈이다. 비자 기한이 만료된 한국인 유학생이 미국인 여성과 위장결혼을 하면서 벌어지는 이야기다. 뉴욕에서 고군분투하는 유학생들의 애환을 유머러스하게 담는다.